# Haïtiaanse presidentsverkiezingen 1957
De Haïtiaanse presidentsverkiezingen van 1957 vonden plaats op 22 september 1957, na de val van het militaire bewind. François Duvalier, voormalig minister van Arbeid en Gezondheid en uitkomend voor de Nationale Eenheid Partij, won de verkiezingen van Louis Déjoie en Clement Jumelle. Laatstgenoemde gaf nog voor de verkiezingen te kennen dat hij niet meer deelnam door de vele vermoedens dat het leger de uitslag zou beïnvloeden in het voordeel van Duvalier. 
Na de verkiezingen gingen Déjoie en een groot deel van zijn aanhang in ballingschap naar Cuba. 

## Verkiezingsuitslag
| Kandidaat         | % stemmen | # stemmen |  |
| ----------------- | --------- | --------- |  |
| François Duvalier | 69,1%     | 678.820   |  |
| Louis Déjoie      | 28,3%     | 264.830   |  |
| Clément Jumelle   | 2.6%      | 9.980     |  |
| Totaal            | 100%      | 953,630   |  |